# Friends with Kids
Friends with Kids (bra:Solteiros com Filhos; prt:Amigos, Amigos... Sexo à Parte) é um filme de comédia romântica americano escrito, produzido e dirigido por Jennifer Westfeldt, que também estrela o filme, sobre dois amigos (Julie e Jason) que decidem ter um filho sem se tornar um casal. Também é estrelado por Adam Scott, Jon Hamm, Kristen Wiig, Maya Rudolph, Chris O'Dowd, Megan Fox e Edward Burns. Foi lançado em 2011 no Festival Internacional de Cinema de Toronto (TIFF). No Brasil, foi lançado pela Paris Filmes em 2012.

## Lançamento

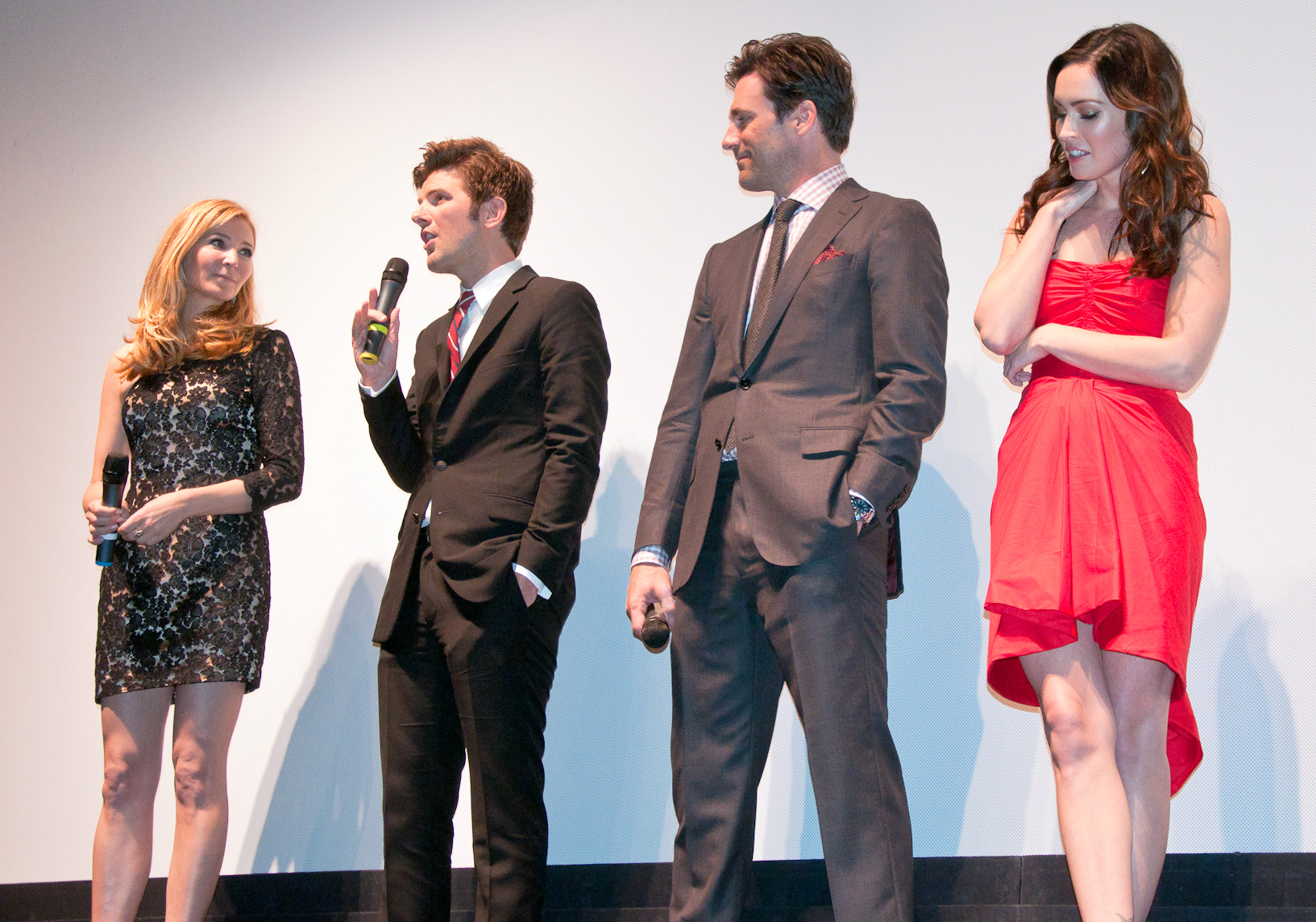
Jennifer Westfeldt, Adam Scott, Jon Hamm, Megan Fox no TIFF 2011

O filme estreou no Festival Internacional de Cinema de Toronto (TIFF) de 2011 em 9 de setembro de 2011. Em 21 de setembro de 2011, a Lionsgate anunciou que havia adquirido os direitos de distribuição do filme. Foi lançado nos Estados Unidos e Canadá em 9 de março de 2012, na Suécia em 1 de junho de 2012 e na Austrália em 7 de junho de 2012. No Brasil, foi lançado pela Paris Filmes 1 de junho de 2012.

## Recepção
No Rotten Tomatoes, o filme tem um índice de aprovação de 67%  com base em 146 comentários dos críticos. O consenso crítico do site diz: "Afiado, astuto e engraçado, Friends with Kids apresenta excelentes performances que ajudam a suavizar alguns dos elementos mais convencionais da história." No Metacritic, tem uma pontuação de 55 de 100 baseado em 36 avaliações, indicando "avaliações mistas ou médias".